# 마전역 (함흥)
마전역(麻田驛)은 조선민주주의인민공화국 함경남도 함흥시 마전리에 위치한 평라선의 역이다. 여객과 화물을 모두 취급한다.

## 연혁
- 1939년 9월 16일: 영업 개시[2]
- 일자 불명: 평라선으로 편입